# Palani Chettipatti
Palani Chettipatti è una suddivisione dell'India, classificata come town panchayat, di 11.750 abitanti, situata nel distretto di Theni, nello stato federato del Tamil Nadu. In base al numero di abitanti la città rientra nella classe IV (da 10.000 a 19.999 persone).

## Geografia fisica
La città è situata a 09° 59' 33 N e 77° 27' 30 E.

## Società

### Evoluzione demografica
Al censimento del 2001 la popolazione di Palani Chettipatti assommava a 11.750 persone, delle quali 6.032 maschi e 5.718 femmine. I bambini di età inferiore o uguale ai sei anni assommavano a 1.438, dei quali 769 maschi e 669 femmine. Infine, coloro che erano in grado di saper almeno leggere e scrivere erano 8.754, dei quali 4.854 maschi e 3.900 femmine.